# ساب ۱۸
ساب ۱۸ (به انگلیسی: Saab 18) یک هواگرد ساختِ کارخانهٔ گروه ساب در کشور سوئد است که در سال ۱۹۴۴–۱۹۴۸ ساخته شد. نخستین استفاده‌کنندهٔ این هواپیما نیروی هوایی سوئد بوده‌است. این هواگرد برای نخستین بار در ۱۹ ژوئن ۱۹۴۲ میلادی مورد استفاده قرار گرفت.